# Mid-Season Invitational
Mid-Season Invitational – coroczny turniej gry komputerowej League of Legends organizowany przez wydawcę Riot Games od 2015 roku. Jest najważniejszym międzynarodowym turniejem w League of Legends po Mistrzostwach Świata. 
W pierwszej edycji turnieju zwyciężyła drużyna z Chin EDward Gaming, pokonując w finale koreańską drużynę SK Telecom T1. Mistrzem MSI w 2019 roku została europejska drużyna G2 Esports, która jako pierwsza drużyna spoza Azji wygrała turniej. SK Telecom T1 oraz Royal Never Give Up są jedynymi drużynami, które wygrały ten turniej więcej niż jeden raz. Natomiast Royal Never Give Up jest jedyną drużyną, która wygrała ten turniej 3 razy.

## Zwycięzcy
| Rok  | Mistrz                                 | Finalista                              | Pula nagród                                       | Data                                   | Miejsce                                |
| ---- | -------------------------------------- | -------------------------------------- | ------------------------------------------------- | -------------------------------------- | -------------------------------------- |
| 2015 | EDward Gaming                          | SK Telecom T1                          | 200 000 dolarów                                   | 7–10 maja                              | Tallahassee                            |
| 2016 | SK Telecom T1                          | Counter Logic Gaming                   | 450 000 dolarów                                   | 4–15 maja                              | Szanghaj                               |
| 2017 | SK Telecom T1                          | G2 Esports                             | 1 690 000 dolarów                                 | 28 kwietnia–21 maja                    | São Paulo, Rio De Janeiro              |
| 2018 | Royal Never Give Up                    | Kingzone DragonX                       | 1 370 520 dolarów                                 | 3–20 maja                              | Berlin, Paryż                          |
| 2019 | G2 Esports                             | Team Liquid                            | 1 000 000 dolarów                                 | 1–19 maja                              | Ho Chi Minh, Hanoi, Tajpej             |
| 2020 | odwołany w związku z pandemią COVID-19 | odwołany w związku z pandemią COVID-19 | odwołany w związku z pandemią COVID-19            | odwołany w związku z pandemią COVID-19 | odwołany w związku z pandemią COVID-19 |
| 2021 | Royal Never Give Up                    | DWG KIA                                | 250 000 dolarów                                   | 6–23 maja                              | Reykjavík                              |
| 2022 | Royal Never Give Up                    | T1                                     | 250 000 dolarów                                   | 10-29 maja                             | Pusan                                  |
| 2023 | JD Gaming                              | Bilibili Gaming                        | 250 000 dolarów                                   | 2-21 maja                              | Londyn                                 |
| 2024 | Gen.G Esports                          | Bilibili Gaming                        | 200 000 dolarów, awans na Mistrzostwa Świata 2024 | 1-19 maja                              | Chengdu                                |